# Allen Schindler
Allen R. Schindler, Jr. (Chicago Heights, Illinois, 13 de diciembre de 1969 - Sasebo, Nagasaki, 27 de octubre de 1992) fue un suboficial operador de radio de tercera clase de la Marina de los Estados Unidos que fue asesinado por ser gay. Fue asesinado en un baño público en Sasebo, Nagasaki, Japón, por su compañero de tripulación Terry M. Helvey, que actuó con la ayuda de un cómplice, Carlos Vins, en lo que la prensa llamó un "brutal asesinato". Su caso, junto al de Barry Winchell desencadenaron el proyecto de ley Don't ask, don't tell.

## Antecedentes
Schindler creció en una familia de la Marina, en Chicago Heights, Illinois, y se desempeñaba como operador de radio en el buque de asalto anfibio USS Belleau Wood (LHA-3) en Sasebo, Nagasaki.
De acuerdo con varios de sus amigos, Schindler se habían quejado varias veces del acoso anti-gay a su cadena de mando en marzo y abril de 1992, citando a incidentes como el encolado-cierre de su armario y comentarios frecuentes de sus compañeros de a bordo, tales como Hay un maricón en este barco y debe morir. Schindler había comenzado el proceso de separación para dejar la marina, pero sus superiores insistieron en que permaneciera en el barco hasta que el proceso terminara. A pesar de que sabía que su seguridad estaba en riesgo, Schindler cumplió con su deber y obedeció las órdenes.
Durante el viaje de San Diego, California, para Sasebo, el Belleau Wood hizo una breve parada en Pearl Harbor, Hawái. Después en el camino a Japón, Schindler hizo un anuncio personal en broma "2-Q-T-2-B-S-T-R-8" (too cute to be straight; en español, demasiado lindo para ser heterosexual) en líneas seguras alcanzando a gran parte de la Flota del Pacífico. Cuando se presentó para el castigo no judicial, por ese mensaje de radio no autorizado, pidió que la audiencia fuera cerrada. Estaba abierta, con doscientas a trescientas personas presentes. Schindler fue puesto en licencia restrictiva y no pudo salir de la nave hasta pocos meses después de llegar a Sasebo y cuatro días antes de su muerte.

## Asesinato
El piloto aprendiz Terry M. Helvey, miembro del departamento meteorológico de la nave (División OA, Departamento de Operaciones), pisoteó a Schindler hasta la muerte en un baño público de un parque de Sasebo, Nagasaki. Lo dejaron tirado en el piso del baño hasta que la patrulla guardacostas y un testigo clave del incidente llevaron su cuerpo al cercano Puente de Albuquerque, en Sasebo. Schindler tenía al menos cuatro golpes mortales en la cabeza, el pecho y el abdomen, su cabeza fue aplastada, sus costillas rotas, y cortaron su pene, además tenía la marca de unas zapatillas estampada en la frente y el pecho, destruyeron cada órgano en su cuerpo dejando tras de sí un cadáver casi irreconocible que sólo era identificable por un tatuaje en su brazo.

## Los detalles revelados
La Marina no informó sobre los detalles del asesinato, tanto a los medios de comunicación como a la familia de la víctima, especialmente a su madre, Dorothy Hajdys.
Como consecuencia del asesinato de Schindler, la Marina negó haber recibido alguna queja por acoso y se negó a hablar públicamente sobre el caso, o liberar el informe de la policía japonesa sobre el asesinato.
Después de que el cuerpo de Schindler fuera llevado a la base por un testigo clave, el equipo médico de la base de Sasebo, anunció su muerte. El médico forense comparó las lesiones de Schindler a las sufridas por una víctima de un atropello mortal de un caballo diciendo que eran peor que el daño a una persona que hubiera sido pisoteada por un caballo, que eran similares a lo que podría producirse en un accidente de tráfico a alta velocidad, o en un accidente de aviación a baja velocidad.
En el velatorio en la casa de la familia en Chicago, su madre y su hermana solo pudieron identificarlo por los tatuajes en el brazo, ya que su rostro estaba desfigurado.

## Juicio
Durante el juicio Helvey negó haber matado a Schindler porque era gay, diciendo: "Yo no lo ataqué porque era homosexual", pero la evidencia presentada por el investigador de la Armada, F. Kennon Privette, sobre el interrogatorio de Helvey el día después del asesinato, mostró lo contrario. Me dijo que odiaba a los homosexuales. Estaba disgustado por ellos, dijo Privette. Privette citó a Helvey diciendo: ...No me arrepiento, lo haría otra vez... Se lo merecía.
En virtud de una negociación aprobada por la corte, a cambio de declararse culpable de "infligir daños corporales graves", la pena máxima fue cadena perpetua, bajando el cargo original, que era la muerte.
Después del juicio, Helvey fue declarado culpable de asesinato, y el capitán que mantuvo silencio sobre el incidente fue degradado y trasladado a Florida. Helvey se encuentra cumpliendo la sentencia a cadena perpetua en la prisión militar en el Cuartel Disciplinario de los Estados Unidos en Fort Leavenworth, Kansas, aunque por ley, se le concede una audiencia todos los años. Al cómplice de Helvey, Carlos Vins, se le permitió declararse culpable de tres delitos menores, incluyendo el no reportar un delito grave y dar testimonio veraz contra Terry Helvey. Cumplió una sentencia de 78 días antes de recibir una baja de la Armada.